# Narapani
Narapani (nep. नरपानी) – gaun wikas samiti w zachodniej części Nepalu w strefie Lumbini w dystrykcie Arghakhanchi. Według nepalskiego spisu powszechnego z 2011 roku liczył on 896 gospodarstw domowych i 3636 mieszkańców (2066 kobiet i 1570 mężczyzn).